# Нарива (графство)
Нарива (англ. Nariva) — бывшее графство на территории Тринидада и Тобаго. Название имеет индейское происхождение.

## География и административное деление
Площадь графства составляет 166 кв. километров. Граничило с графствами Виктория, Майаро (граница шла по реке Ортоир), Сент-Эндрю и Сент-Джордж.  Также графство имеет выход к Атлантическому океану.
Регион был разделен на 2 уорда:
- Чарума
- Кокал[3] [4]

## Разделение
В 1990 году графства были упразднены и заменены на регионы. Территория Наривы была распределена между регионами Сангре-Гранде и Майаро — Рио-Кларо.